# Масей

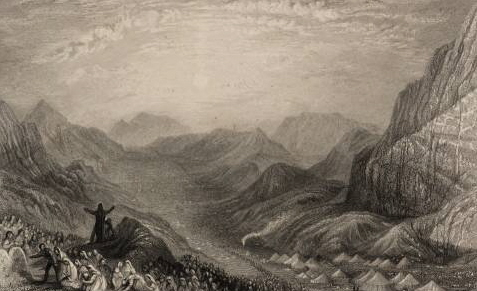
Лагерь израильтян, гора Синай. Гравюра по Уильяму Тёрнеру, 1836 год.

Масей (ивр. מַסְעֵי‎) — одна из 54 недельных глав-отрывков, на которые разбит текст Пятикнижия (Хумаша). 43-й раздел Торы, 10-й раздел книги Чисел.

## Краткое содержание
В главе перечисляются 42 пункта, где евреи останавливались во время странствий по пустыне. С момента Исхода и до последней стоянки в степях Моава у реки Иордан напротив Земли Кнаан. Также определяются границы Земли Обетованной, и назначаются города-убежища, как укрытия и места изгнания для совершивших неумышленное убийство. Дочери Цлофхада выходят замуж за людей из их же колена Менаше, для того чтобы надел их отца не перешёл к другому колену.